# W le donne (film)
Pour les articles homonymes, voir W le donne.
Pour plus de détails, voir Fiche technique et Distribution.
W le donne est un musicarello italien réalisé par Aldo Grimaldi et sorti en 1970.

## Synopsis
Tony Marconi, un chanteur italo-américain, se rend en Italie pour une tournée avec l'aide de son imprésario Victor Santaniello, mais à leur arrivée, ils sont tous deux arrêtés par les carabiniers parce qu'ils ont été déclarés insoumis ; il est donc contraint de bouleverser ses plans, ce qui pourrait également compromettre sa célébrité et les relations avec sa maison de disques. Tous deux enrôlés dans l'armée et affectés à un régiment d'infanterie, il prend son courage à deux mains et, grâce à l'aide de son oncle Franco Samperi, sergent dans son régiment, Tony parvient à échapper à la surveillance du sévère maréchal Ciccio La Rosa.
Tony rencontre et tombe amoureux de Simonetta, la fille du maréchal La Rosa, qui se fait passer pour la fille du commandant du régiment, à qui il raconte de temps en temps ses vicissitudes à la caserne et son ressentiment envers son supérieur, le maréchal Ciccio La Rosa. A l'aide de l'oncle s'ajoute celle du commandant du régiment, qui remarque le talent de Tony et lui donne carte blanche en vue d'un concert pour la fête du régiment ; le garçon profite des sorties de la caserne pour donner de nombreux concerts, enchaînant les succès.
La permissivité anormale du commandant du régiment à l'égard de la simple recrue consterne le rigide maréchal La Rosa, qui commence à perdre confiance en ses convictions ; lorsque l'aide du sergent Franco pour son neveu Tony lui est révélée, et donc le double jeu de son meilleur ami, le maréchal fait une petite dépression nerveuse qui le conduira à manquer à son devoir, suivie de trois jours de discipline rigoureuse au cours desquels il lui sera interdit de quitter la caserne, le jour même de la célébration du régiment.
Le soir de son dernier concert en Italie, Tony est plaqué par Simonetta, qui lui révèle enfin que son père est en réalité le maréchal La Rosa, qu'il a tant diabolisé. Mais il parviendra à reconquérir son cœur.

## Fiche technique
- Titre original italien : W le donne[1]
- Réalisation : Aldo Grimaldi
- Scenario : Carlo Veo, Luciano Ferri
- Photographie :	Gastone Di Giovanni
- Montage : Daniele Alabiso
- Musique : 	Pippo Baudo, Luciano Fineschi
- Décors : Fabrizio Frisardi
- Société de production : Mondial Te.Fi. - Televisione Film
- Pays de production : Italie
- Langue originale : Italien
- Format : couleurs - Son mono - 35 mm
- Durée : 94 minutes
- Genre : musicarello, comédie militaire
- Dates de sortie :
  - Italie : 4 septembre 1970

## Distribution
- Little Tony : Tony Marconi
- Stefania Doria : Simonetta La Rosa
- Luciano Fineschi : Capitaine Luciani
- Anna Zinnemann : Donna Lulu
- Nino Terzo : Sergent
- Anna Maestri : Femme de Don Nicola
- Carlo Sposito : Galluppi
- Pippo Franco : Victor Santaniello
- Pippo Baudo : Colonel Bertoluzzi
- Gino Bramieri : Don Nicola
- Franco Franchi Franco Samperi
- Ciccio Ingrassia : Ciccio La Rosa
- Paola Tedesco : Nenè, la caissière
- Ignazio Balsamo : Maréchal Palombi
- Edoardo Sala : Franco